# غلين إليوت
غلين إليوت (بالإنجليزية: Glenn Elliott)‏ هو لاعب كرة قاعدة أمريكي، ولد في 11 نوفمبر 1919 في سابولبا في الولايات المتحدة، وتوفي في 27 يوليو 1969 في بورتلاند في الولايات المتحدة.

## وصلات خارجية
- غلين إليوت على موقع دوري كرة القاعدة الرئيسي (الإنجليزية)
- غلين إليوت على موقعبيزبول رفرنس.كوم (الدوري الرئيسي) (الإنجليزية)
- غلين إليوت على موقعبيزبول رفرنس.كوم (الدوري الثانوي) (الإنجليزية)
- غلين إليوت على موقع جمعية أبحاث البيسبول الأمريكية (الإنجليزية)